# Mataquescuintla
Mataquescuintla est une ville du Guatemala dans le département de Jalapa.